# Danjaq
Die Danjaq, LLC (früher Danjaq S. A.) ist eine Holding mit Sitz in Santa Monica, Kalifornien, die für das Copyright und die Markenrechte der James-Bond-Charaktere, -Produkte und anderer Materialien zuständig ist. Danjaq gehört gegenwärtig der Familie von Albert R. „Cubby“ Broccoli, einem der beiden Begründer der erfolgreichen James-Bond-Filmreihe. Zu Danjaq gehört auch die Firma Eon Productions Ltd., welche die James-Bond-Filme produziert.
Danjaq wurde 1962 von Harry Saltzman und Broccoli gegründet, nachdem der erste James-Bond-Film, James Bond jagt Dr. No, veröffentlicht worden war. Die Firma erhielt den Namen Danjaq S.A., der aus den Vornamen der Ehefrauen von Broccoli und Saltzman (Dana bzw. Jacqueline) abgeleitet wurde.
Aufgrund von finanziellen Schwierigkeiten verkaufte Saltzman im Jahre 1975 seinen Teil von Danjaq an United Artists. Ab 1977 begann mit dem Film Der Spion, der mich liebte eine Teilung des Urheberrechts zwischen Danjaq und United Artists, die mutmaßlich bis heute andauert.
Manche wie z. B. John Cork, Autor einer Reihe von Büchern über die Geschichte der Bond-Filme und Produzent von Dokumentationen für die Special-Edition-DVD, behaupten, dass Saltzman diesen Anteil ungefähr zehn Jahre später zurückgekauft habe. Cork deutete weiter an, dass MGM/UA ein exklusives Verleihgeschäft mit Danjaq hat.
Obwohl die Warenrechte des Bond-Filmmaterials von der Danjaq gehalten werden, liegen die Urheberrechte für die Filme (beginnend mit Dr. No) bei Danjaq und UA. Die Warenzeichen, die mit den Bond-Büchern zu tun haben, werden von Ian Fleming Publications gehalten.

## Belege
1. ↑  The Road to Goldeneye in „Goldeneye 4/96“.